# 요양원 비밀요원
요양원 비밀요원(El Agente Topo, The Mole Agent)은 스페인에서 제작된 마이테 알베르디 감독의 2020년 다큐멘터리 영화이다.
2020년 1월 25일 선댄스 영화제에서 전 세계적으로 초연되었다.